# Плисецкий, Герман Борисович
Ге́рман Бори́сович Плисе́цкий (17 мая 1931, Москва — 2 декабря 1992, Москва) — русский поэт, переводчик.

## Биография
Родители — Борис Наумович (Бер Нахманович) Плисецкий (1906—1991, родом из Борзны) и Мария Алексеевна Плисецкая (урождённая Кулькина, 1905—1991) — работали в партийной типографии.
В 1949 году поступил в экстернат при филологическом факультете МГУ. Печатался в газете «Московский университет».
В 1952 году уехал в экспедицию на Таймыр. Вернувшись, поступил на заочное отделение филфака МГУ (1952—1959).
С 1960 года учился в аспирантуре Института театра, музыки и кино в Ленинграде. Одновременно работал в литобъединении Глеба Семёнова, начал заниматься переводами.
Одним из известных стихотворений Плисецкого стало «Памяти Пастернака», написанное через несколько дней после похорон поэта, на которых автор присутствовал:

 Поэты, побочные дети России!

Вас с чёрного хода всегда выносили.

<…>

Я плачу, я слёз не стыжусь и не прячу,

Хотя от стыда за страну свою плачу.

Какое нам дело, что скажут потомки?

Поэзию в землю зарыли подонки.

Мы славу свою уступаем задаром:

Как видно, она не по нашим амбарам.

Как видно, у нас её край непочатый —

Поэзии истинной — хоть не печатай!

Крупнейшее произведение Германа Плисецкого — поэма «Труба» (1965), посвященная памяти многих сотен людей, искалеченных и погибших в давке 6 марта 1953 года во время прощания с покойным Сталиным. В СССР поэма впервые опубликована в журнале «Огонёк» (№ 51, 1988).
В 1969 году поэт выиграл конкурс в издательстве «Наука» на переводы Омара Хайама. В 1970—1980-е годы переводил также Хафиза и других восточных поэтов, делал стихотворные переложения библейских книг. Печатал собственные стихи в зарубежных журналах «Грани» (1967, 1968) и «Континент» (1980, 1989), в «Антологии послевоенной русской поэзии» (Англия, 1974).
Первый полноценный сборник стихотворений и избранных переводов Плисецкого «От Хайама до Экклезиаста» вышел в Москве в 2001 году. Первый диск с песнями на стихи Плисецкого «Моя единственная жизнь» выпустили актеры Жанна Владимирская и Алексей Ковалев (Вашингтон, 2002). Первый диск с живым голосом поэта — сборник стихов «Герман Плисецкий. Ты не ревнуй меня к словам. Читает автор» — вышел в Москве в 2011 году.
В последние годы страдал от тяжёлой болезни сердца и часто лежал в больницах. Скончался 2 декабря 1992 года, похоронен на Николо-Архангельском кладбище в Москве (участок № 6/1). Рядом с ним покоятся родители: мать Мария Алексеевна Плисецкая (1905—1991) и отец Борис Наумович Плисецкий (1906—1991).

## Семья
Был трижды женат.
Сын — Дмитрий Плисецкий (род. 1952, Москва), шахматный мастер, журналист и литератор, соавтор Гарри Каспарова, многолетний заместитель главного редактора журнала «Шахматы в СССР».
Жена — Татьяна (преподаватель английского языка). Дочери Анна (кандидат филологических наук) и Мария (редактор и журналист).

## Основные работы

### Переводы
- Робаят: Персидские народные четверостишия. — М.: Наука, 1969 — 96 с.
- Хайам О. Рубайат. — М.: Наука, 1972 (2-е изд., 1975).
- Бештоко Хабас, Красный всадник: Стихи и поэма. — М.: Современник, 1977.
- Давтян В. Неопалимая купина. — М.: Советский писатель, 1980.
- Хафиз. Сто семнадцать газелей. — М.: Наука, 1981.
- Файзи А. Ф. Наль и Даман. — М.: Художественная литература, 1982.
- Чантурия Т. Медовый век: Стихи. — М.: Советский писатель, 1983.
- Хайам О. Рубайат в классическом переводе Германа Плисецкого. — М.: Эксмо, 2009—2018.

### Проза
- Человек крупным планом: Лучшие советские фильмы последних лет. М., 1961 (в соавторстве с А. Л. Сокольской)

### Поэтические сборники
- Г. Б. Плисецкий. Пригород. Стихи // Библиотека «Огонёк», № 38. — М.: Правда, 1990. — 32 с.
- Г. Б. Плисецкий. От Омара Хайама до Экклезиаста: Стихотворения, переводы, дневники, письма / Сост. Д. Г. Плисецкий. — М.: Фортуна Лимитед, 2001. — 512 с.
- Г. Б. Плисецкий. Приснился мне город: Стихотворения, переводы, письма / Сост. Д. Г. Плисецкий. — М.: Время, 2006. — 304 с.
- Г. Б. Плисецкий. Хайям, Хафиз, Экклезиаст: Стихотворения и переводы / Сост. Д. Г. Плисецкий. — М.: Эксмо, 2016. — 256 с.
- Г. Б. Плисецкий. Моя единственная жизнь. Стихотворения, переводы, дневники, статьи, письма / Сост. Д. Г. Плисецкий. — Прага: Русская традиция, 2019. — 480 с.
- Г. Б. Плисецкий. Одинокое соло трубы. Стихотворения, переводы, дневники, статьи, письма / Сост. Д. Г. Плисецкий. — М.: Рутения, 2021. — 576 с.